# Kevin Méndez
Kevin Méndez, vollständiger Name Alán Kevin Méndez Olivera, (* 10. Januar 1996 in Trinidad) ist ein uruguayischer Fußballspieler.

## Karriere

### Vereine
Der 1,74 Meter große Mittelfeldakteur Méndez stand zu Beginn seiner Karriere von Mitte 2003 bis in den Januar 2015 in Reihen des Club Atlético Peñarol. Jedoch wurde er weder in der Primera División noch in einem sonstigen Pflichtspiel bei den „Aurinegros“ in der Profimannschaft eingesetzt. Kurz nach dem Jahreswechsel verpflichtete ihn der AS Rom. Von dort wurde er bereits wenige Tage später an AC Perugia Calcio ausgeliehen, kam jedoch auch beim italienischen Zweitligisten nicht zum Einsatz. Anfang Februar 2016 wechselte er auf Leihbasis zum FC Lausanne-Sport. In der restlichen Spielzeit 2015/16 trug er bei den Schweizern mit vier Treffern bei 15 absolvierten Spielen der Challenge League zum Aufstieg am Saisonende bei. In der Spielzeit 2016/17 bestritt er sechs Partien (kein Tor) in der Super League. Im August 2017 schloss sich ein Leihtransfer zu Viterbese Castrense an.

### Nationalmannschaft
Méndez gehörte der U-15-Nationalmannschaft an, in der er von Trainer Alejandro Garay erstmals am 21. September 2011 beim 4:1-Sieg im Freundschaftsspiel gegen Paraguay eingesetzt wurde. Er war Teil des Kaders bei der U-15-Südamerikameisterschaft 2011. Insgesamt lief er in dieser Auswahlmannschaft 14-mal auf und erzielte einen Länderspieltreffer.
Sodann wurde er auch in die U-17-Auswahl Uruguays berufen. Dort debütierte er unter Trainer Fabián Coito am 17. Oktober 2012 beim 6:0-Sieg im Freundschaftsspiel gegen Chile. Mit der U-17 nahm er an der U-17-Südamerikameisterschaft 2013 im April 2013 in Argentinien  und an der U-17-Weltmeisterschaft 2013 in den Vereinigten Arabischen Emiraten teil. Er absolvierte 36 Länderspiele und schoss neun Tore in dieser Alterskategorie.
Mindestens seit März 2014 ist er Mitglied der von Trainer Fabián Coito betreuten uruguayischen U-20-Nationalmannschaft. Am 17. April 2014 feierte er ebenfalls unter Leitung von Fabián Coito beim 1:1-Unentschieden gegen Chile sein Debüt mit einem Startelfeinsatz. Méndez wurde auch für den Kader der Uruguayer bei der U-20-Weltmeisterschaft 2015 in Neuseeland nominiert. Bislang (Stand: 28. Mai 2015) kam er in neun U-20-Länderspielen zum Einsatz und traf einmal ins gegnerische Tor.